# Maria Veleda
Maria Veleda (portuguès: Maria Carolina Frederico Crispim)  (Setúbal, 26 de febrer de 1871 - Lisboa, 8 d'abril de 1955) pseudònim de Maria Carolina Frederico Crispim fou professora, periodista, feminista, republicanista, lliurepensadora i espiritista portuguesa. Fou pionera en la lluita per l'educació en la infantesa, pels drets de les dones i en la propagació dels ideals republicans, una important dirigent del primer moviment feminista portugués.

## Biografia
Era filla de João Diogo Frederico Crispim i de Carlota Perpétua da Cruz, "terratinents, la fortuna dels quals fou desbaratada". La família era tradicionalment catòlica.
El 1899, va prendre contacte, mitjançant la Revista Branca (1899-1900), creada per Alice Pestana, amb la problemàtica de l'educació infantil a Portugal. Treballà en el Centre Escolar Republicà Afonso Costa, i donà suport als ideals de la República i del lliurepensament (1906). Iniciada en la francmaçoneria, fou una gran propagandista de la llibertat de consciència i de l'anticlericalisme.
Cap al 1916, es va adherir a l'espiritisme i l'esoterisme filosòfic, científic i experimental. Fundà el Grupo das Sete, que més tard es transformaria en el Centre Espiritualista Llum i Amor. Va impulsar el Primer Congrés Espiritista Portugués (1925) i la fundació de la Federació Espiritista Portuguesa el 1926.
Va fundar les revistes A Asa, O Futuro, i A Vanguarda Espírita, i col·laborava amb la premsa espiritista de tot Portugal.(2)

## Honors
Eponímia
- Escola EB 2,3 Maria Veleda, Consell de Loures, Lisboa.[3]
- Carrer Maria Vereda, Lisboa.[4]

## Obres
- manuela Vasconcelos. Grandes Vultos do Movimento Espírita Português.